# نينا برغر
نينا برغر (بالألمانية: Nina Burger)‏ (27 ديسمبر 1987 في النمسا - ) هي لاعبة كرة قدم نمساوية في مركز الهجوم. شاركت مع منتخب النمسا لكرة القدم للسيدات. أما مع النوادي، فقد لعبت مع هيوستن داش وSC Sand ‏ وSV Neulengbach ‏.

## وصلات خارجية
- نينا برغر على موقع الاتحاد الدولي (مؤرشف)  (الإنجليزية)
- نينا برغر على موقع الاتحاد الأوربي (الإنجليزية)
- نينا برغر على موقع قاعدة بيانات كرة القدم.إي يو (الإنجليزية)
- نينا برغر على موقع Soccerway.com (الإنجليزية)
- نينا برغر على موقع عالم كرة القدم.نت (الإنجليزية)